# Гэгэтуйское сельское поселение
Се́льское поселе́ние «Гэгэтуйское» (бур. Гэгээтын hомон) — муниципальное образование в Джидинском районе Бурятии Российской Федерации.
Административный центр — улус Гэгэтуй.

## История
Статус и границы сельского поселения установлены Законом Республики Бурятия от 31 декабря 2004 года № 985-III «Об установлении границ, образовании и наделении статусом муниципальных образований в Республике Бурятия»

## Население
| 2002  | 2011  | 2012  | 2013  | 2014  | 2015  | 2016  |
| ----- | ----- | ----- | ----- | ----- | ----- | ----- |
| 1428  | ↗1494 | ↘1432 | ↗1435 | ↘1410 | ↘1378 | ↘1339 |
| 2017  | 2018  | 2019  | 2020  | 2021  | 2023  | 2024  |
| ↘1303 | ↘1275 | ↘1236 | ↘1217 | ↗1255 | ↘1214 | ↘1196 |

## Состав сельского поселения
| № | Населённый пункт | Тип населённого пункта       | Население |
| - | ---------------- | ---------------------------- | --------- |
| 1 | Гэгэтуй          | улус, административный центр | ↗1253     |
| 2 | Малый Нарын      | улус                         | ↗238      |